# Скарстед, Зигфрид
Зигфрид Адальвард Скарстед (швед. Sigfrid Adalvard Skarstedt, 19 февраля 1867, Лунд, Скания, Швеция — 31 марта 1953, Стокгольм, Швеция) — шведский адвокат. Сын священника Карла Скарстеда и дед адвоката Карла-Ивара Скарстеда.

## Биография
В 1885 году Зигфрид Скарстед стал студентом в своём родном городе, в 1890 году кандидатом права (Juris kandidat), а в 1895 году доктором права (Juris doktor) с диссертацией "О мерах уголовно-процессуального принуждения". После службы в апелляционном суде Гёталанда, который в 1893 году присвоил ему звание заместителя судьи (Vicehäradshövding), он в 1900 году был назначен асессором в том же суде. Зигфрид несколько лет участвовал в законодательной работе, в том числе над новым легостадгским и страховым законодательством, а также внёс вклад в качестве члена подготовительного комитета (1903—1908) своё предложение о создании нового земельного кодекса. В 1905 году Скарстед стал секретарём ревизионной комиссии, а в 1908—1937 годах генеральным прокурором. Он написал несколько обзоров зарубежного законодательства (о контрактах на обслуживание, 1900; о некоторых трудовых договорах, 1901) и опубликовал комментированные издания законов о страховой деятельности, эмфитевзисе, аренде, акционерном обществе, экономических ассоциациях и другое. В 1910—1934 годах Зигфрид был соиздателем Нового юридического архива (Nytt juridiskt arkiv), а в 1927—1948 годах являлся ответственным за издательство кодексов (Государственный закон Швеции).

## Награды
- Командор первого класса Ордена Полярной звезды (6 июня 1910)
- Иллис кворум (1930)